# 阿卜都里什特
阿卜都里什特（Abd ar-Rashid Khan II）是叶尔羌汗国第十三任可汗，在位时间是1680年–1682年。他是阿都剌因的孙子。
1680年，准噶尔汗国噶尔丹直取叶尔羌，伊思玛业勒被俘，送往伊犁监禁。噶尔丹改立阿卜都里什特为汗。叶尔羌汗国成为附属于准噶尔汗国的傀儡政权。

## 准噶尔的任命
噶尔丹占领叶尔羌之后，他并未将权力交给功绩卓著的阿帕克和卓，而是找了个原王室察合台家族成员，阿不都里什特作为傀儡可汗。新可汗是吐鲁番的巴巴汗之子。

## 可汗和阿帕克和卓的冲突
很快可汗和阿帕克和卓之间就出现了冲突，并导致了后来的1682年叶尔羌发生暴乱，阿卜都里什特投奔清朝，準噶爾立他的幼弟馬哈麻特·額敏继位。